# Winifred Edgerton Merrill
Winifred Edgerton Merrill   (Ripon, 24 de setembre de 1862 - Fairfield, 6 de setembre de 1951) va ser una matemàtica nord-americana, la primera dona en obtenir un doctorat en matemàtiques als Estats Units.

## Vida i obra
El seu pare era un granger a Ripon (Wisconsin), però entorn de 1865 la família es va traslladar a Nova York on el seu pare feia d'agent immobiliari. Després de ser educada per tutors privats va cursar els estudis secundaris al Wellesley College (Massachusetts). En acabar-los el 1883, va tornar a Nova York per estudiar matemàtiques i astronomia a la Universitat de Colúmbia. Va ser acceptada perquè havia fet alguns treballs excepcionals, perquè en aquella època, la universitat només era per homes. Gràcies a la seva perseverança i a alguna intervenció del president de Columbia va aconseguir el 1886 que el claustre li concedís el doctorat que li havia negat en un primer intent per una tesi sobre les interpretacions analítiques i geomètriques dels integrals múltiples. Va ser la primera dona nord-americana en aconseguir el doctorat en matemàtiques (Christine Ladd-Franklin s'havia examinat quatre anys abans que ella, però ne se li va concedir el títol fins al 1926 per la mateixa raó de ser dona).
Després de doctorar-se, va continuar donant classes a una escola secundària de Nova York. El 1887 es va casar amb el geòleg i enginyer de mines, Frederick J.H. Merrill, també doctorat a Columbia; van tenir quatre fills. A partir de 1888 va formar part del comitè universitari que va estudiar la participació de les dones a la universitat i que va desembocar l'any següent en la fundació del Barnard College, com facultat femenina vinculada a Columbia.
A partir del 1890, la família va anar a viure a Albany (Nova York) on el seu marit feia de geòleg estatal i també de director del Museu de l'Estat de Nova York. Però el 1904, coincidint amb una època de dificultats financeres, el matrimoni es va separar i, mentre Frederick se'n va anar a treballar a l'oest, Winifred va tornar a Nova York on es va convertir en directora d'una escola de noies.
El 1906, va fundar la seva pròpia escola: la Oaksmere School for Girls a New Rochelle (15 km al nord de Nova York). El 1914 la va traslladar una mica més al nord a la vil·la de Mamaroneck. L'èxit de la institució va fer que el 1921 es creés un sucursal a París. Però el 1928, va haver de tancar a causa de les dificultats financeres. De 1928 fins a 1948 va fer de bibliotecària del Barbizon Hotel de Nova York, una institució creada per a donar refugi a les dones immigrants que arribaven a Nova York en gran quantitat buscant millorar.
El 1933, coincidint amb el 50é aniversari de la seva graduació a Wellesley, les seves companyes i alguns clubs i fraternitats de Columbia, li van regalar un retrat, que va quedar penjat a la biblioteca de Columbia, amb la inscripció She opened the door (Ella va obrir la porta).